# Radio Television Afghanistan
Pour les articles homonymes, voir RTA.

Logo de la Radio Television Afghanistan (RTA)

Radio Television Afghanistan (RTA ;  en pachto : د افغانستان ملي راډيو تلويزیون; en dari : رادیو تلویزیون ملی افغانستان; litt. Radiodiffusion Télévision de Afghanistan) est un organisme public afghan créé en 1964 et chargé de contrôler l'unique chaîne de télévision publique du pays, RTA TV, ainsi que la radio d'État Radio Afghanistan.